# 左旋蝸牛
左旋蝸牛（学名：Satsuma contraria）为南亞蝸牛科栗蝸牛屬下的一个种。该物种主要分布於臺灣南部，屏東縣墾丁、四重溪、來義等地均有發現該物種。

## 扩展阅读
- 維基物種上的相關：左旋蝸牛